# Shanghai Rolex Masters 2013
Shanghai Rolex Masters 2013 byl profesionální tenisový turnaj mužů, hraný jako součást okruhu ATP World Tour, v komplexu Qizhong Forest Sports City Arena na otevřených dvorcích s tvrdým povrchem. Konal se mezi 6. až 13. říjnem 2013 v čínské Šanghaji jako 5. ročník.
Turnaj se po grandslamu řadil do druhé nejvyšší kategorie okruhu ATP World Tour Masters 1000 a představoval předposlední událost této devítidílné série. Dotace činila 3 849 445 dolarů.
Nejvýše nasazeným hráčem ve dvouhře byl druhý hráč světa Novak Djoković ze Srbska, který soutěž vyhrál podruhé za sebou.

## Distribuce bodů a finančních odměn

### Distribuce bodů
| Soutěž       | Vítězové | F   | SF  | ČF  | 16 v kole | 32 v kole | 64 v kole | Q  | Q2 | Q1 |
| ------------ | -------- | --- | --- | --- | --------- | --------- | --------- | -- | -- | -- |
| dvouhra mužů | 1000     | 600 | 360 | 180 | 90        | 45        | 10        | 25 | 16 | 0  |
| čtyřhra mužů | 1000     | 600 | 360 | 180 | 90        | 45        | 0         |    |    |    |

### Finanční odměny
Celkový rozpočet turnaje činil 3 849 445 dolarů.
| Soutěž         | Vítězové | Finále   | Semifinále | Čtvrtfinále | 16 v kole | 32 v kole | 64 v kole | Q2     | Q1     |
| -------------- | -------- | -------- | ---------- | ----------- | --------- | --------- | --------- | ------ | ------ |
| dvouhra mužů   | $729 725 | $357 800 | $180 075   | $91 570     | $47 550   | $25 070   | $13 535   | $3 120 | $1 590 |
| čtyřhra mužů * | $226 000 | $110 600 | $55 500    | $28 480     | $14 720   | $7 770    |           |        |        |

* na pár

## Dvouhra mužů

### Nasazení
| Stát          | Hráč                  | ATP1) | Nasazení |
| ------------- | --------------------- | ----- | -------- |
| Srbsko        | Novak Djoković        | 2.    | 1.       |
| Španělsko     | Rafael Nadal          | 1.    | 2.       |
| Španělsko     | David Ferrer          | 4.    | 3.       |
| Česko         | Tomáš Berdych         | 6.    | 4.       |
| Švýcarsko     | Roger Federer         | 7.    | 5.       |
| Argentina     | Juan Martín del Potro | 5.    | 6.       |
| Francie       | Jo-Wilfried Tsonga    | 9.    | 7.       |
| Švýcarsko     | Stanislas Wawrinka    | 8.    | 8.       |
| Francie       | Richard Gasquet       | 10.   | 9.       |
| Kanada        | Milos Raonic          | 11.   | 10.      |
| Německo       | Tommy Haas            | 12.   | 11.      |
| Japonsko      | Kei Nišikori          | 18.   | 12.      |
| Francie       | Gilles Simon          | 14.   | 13.      |
| Spojené státy | John Isner            | 13.   | 14.      |
| Španělsko     | Nicolás Almagro       | 16.   | 15.      |
| Španělsko     | Tommy Robredo         | 19.   | 16.      |

- 1) Žebříček ATP k 30. září 2013.

### Jiné formy účasti
Následující hráčí obdrželi divokou kartu do hlavní soutěže:
- Kung Mao-sin
- Lleyton Hewitt
- Wu Ti
- Čang Ce

Následující hráči postoupili z kvalifikace:
- Alejandro Falla
- Santiago Giraldo
- Tacuma Ito
- Paolo Lorenzi
- Michał Przysiężny
- Michael Russell
- Go Soeda

#### Odhlášení
před zahájením turnajem
- Marin Čilić
- Nikolaj Davyděnko
- Ernests Gulbis
- Jerzy Janowicz
- Juan Mónaco
- Andy Murray

v průběhu turnaje
- Tommy Haas
- Feliciano López

### Skrečování
- Tommy Robredo (poranění zápěstí)
- Michail Južnyj (žaludeční potíže)

## Mužská čtyřhra

### Nasazení
| Stát          | Hráč              | Stát          | Hráč                   | ATP1 | Nasazení |
| ------------- | ----------------- | ------------- | ---------------------- | ---- | -------- |
| Spojené státy | Bob Bryan         | Spojené státy | Mike Bryan             | 2.   | 1.       |
| Španělsko     | Marcel Granollers | Španělsko     | Marc López             | 17.  | 2.       |
| Kanada        | Daniel Nestor     | Indie         | Leander Paes           | 19.  | 3.       |
| Pákistán      | Ajsám Kúreší      | Nizozemsko    | Jean-Julien Rojer      | 29.  | 4.       |
| Chorvatsko    | Ivan Dodig        | Brazílie      | Marcelo Melo           | 31.  | 5.       |
| Indie         | Rohan Bopanna     | Francie       | Édouard Roger-Vasselin | 33.  | 6.       |
| Francie       | Julien Benneteau  | Srbsko        | Nenad Zimonjić         | 35.  | 7.       |
| Španělsko     | David Marrero     | Španělsko     | Fernando Verdasco      | 38.  | 8.       |

- 1 Žebříček ATP ke 30. září 2013; číslo je součtem žebříčkového postavení obou členů páru.

### Jiné formy účasti
Následující páry obdržely divokou kartu do hlavní soutěže:
- Roger Federer /  Čang Ce
- Kung Mao-sin /  Li Če

Následující páry do hlavní soutěže z pozice náhradníků:
- Andre Begemann /  Martin Emmrich
- Lukáš Rosol /  Bernard Tomic

#### Odhlášení
před zahájením turnajem
- Sam Querrey (břišní poranění)
- Tommy Robredo (poranění zápěstí)

v průběhu turnaje
- Juan Martín del Potro (horečka)

## Přehled finále

### Mužská dvouhra
- Novak Djoković vs.  Juan Martín del Potro, 6–2, 3–6, 7–63.

### Mužská čtyřhra
- Ivan Dodig /  Marcelo Melo vs.  David Marrero /  Fernando Verdasco, 7-62, 66–7, [10–2].